# Viilor, Mureș
Viilor este o localitate componentă a municipiului Sighișoara din județul Mureș, Transilvania, România.